# USNS Spearhead (T-EPF-1)
USNS «Spearhead» (T-EPF-1) — головний експедиційний швидкісний транспорт типу «Spearhead» призначений для морських перевезень ВМС США.
Експедиційні швидкісні транспорти типу «Spearhead» є багатоцільовими судами, які призначені для роботи в мілководних портах і фарватерах. Можуть бути використані для перекидання військ, вантажів та військової техніки, постачання підрозділів і проведення гуманітарних рятувальних операцій. Можуть транспортувати підрозділи середнього розміру зі штатною технікою, або, після реконфігурації, доставити до місця призначення піхотний батальйон. Розміщена в кормовій частині апарель забезпечує навантаження на борт бронетехніки, включаючи ОБТ M-1 Abrams. Ангар призначений для зберігання вертольота SH-60 Seahawk. Льотна палуба дозволяє експлуатувати вертоліт CH-53E Super Stallion.  
Вантажопідйомність становить 635 тонн, що дозволяє здійснювати перекидання 312 чоловік на відстань до 2,1 тисячі кілометрів. На борту судна передбачено 150 ліжок і 312 сидячих місць в стилі авіаційного крісла.

## Будівництво
Корабель був закладений 22 липня 2010 року на корабельні Austal в Мобіл, штат Алабама. 8 вересня 2011 року було виведено з елінгу. Спуск на воду був здійснений через кілька днів. 17 вересня відбулася церемонія хрещення. У серпні 2012 року вийшов на ходові випробування. 5 грудня 2012 року було передано ВМС США на вісім місяців пізніше ніж планувалося раніше.

## Служба
На початку 2014 року вийшов в перше розгортання, яке проходило в Європі і Африці. Після завершення відвідав Латинську Америку.
У 2015 році здійснив друге розгортання. З 23 грудня 2015 року екіпаж корабля проходив двотижневу підготовку на військовій базі Joint Expeditionary Base Little Creek-Fort Story (JEBLC-FS) в Вірджинія-Біч, штат Віргінія, для майбутнього розгортання в зоні відповідальності 6-го флоту США в рамках операції Africa Partnership Station (APS).
На початку січня 2016 року вийшов до третього розгортання, яке  проходило в зоні відповідальності 7-го флоту США. 8 січня прибув до Рота, Іспанія, який став першим портом в рамках поточного розгортання. Корабель в рамках операції Africa Partnership Station (APS) спільно з африканськими країнами-партнерами  працював для підвищення безпеки в Гвінейській затоці.

## Посилання

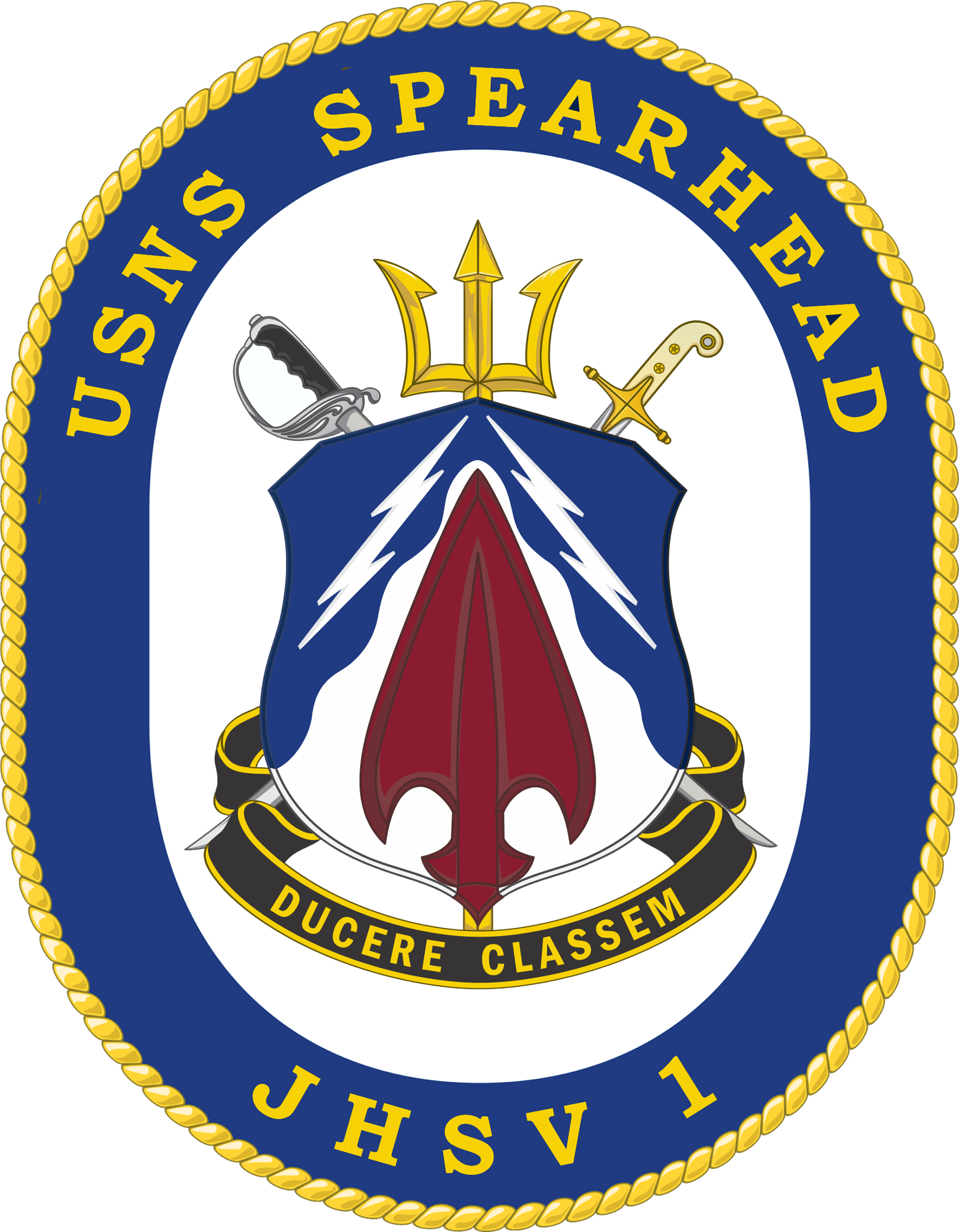
Емблема судна